# Maellyse Brassart
Maellyse Brassart (Ukkel, 22 juni 2001) is een Belgische turnster.

## Palmares

### Senior
| Jaar | Wedstrijd         | All around | All around | Onderdeel | Onderdeel | Onderdeel | Onderdeel |
| Jaar | Wedstrijd         | Indiv.     | Team       |           |           |           |           |
| ---- | ----------------- | ---------- | ---------- | --------- | --------- | --------- | --------- |
| 2023 | EK                | 5e         | 7e         |           |           |           |           |
| 2022 | WK                | 15e        | 11e        |           | 59e       | 62e       | 37e       |
| 2022 | EK                |            |            |           |           | 17e       | 69e       |
| 2021 | Olympische Spelen | 35e        | 8e         |           | 33e       | 36e       | 39e       |
| 2019 | WK                | 43e        | 10e        |           | 80e       | 56e       | 41e       |
| 2019 | EK                | 12e        |            |           | 41e       | 19e       | 34e       |
| 2018 | WK                | 160e       | 11e        |           | 120e      |           | 36e       |
| 2018 | EK                | 45e        |            |           | 7e        |           | 25e       |
| 2017 | WK                | 25e        |            |           | 27e       | 41e       | 39e       |
| 2016 | EK                | 14e        | 8e         |           | 22e       | 34e       | 36e       |

### Junior
| Jaar | Wedstrijd              | All around | All around | Onderdeel | Onderdeel | Onderdeel | Onderdeel |
| Jaar | Wedstrijd              | Indiv.     | Team       |           |           |           |           |
| ---- | ---------------------- | ---------- | ---------- | --------- | --------- | --------- | --------- |
| 2016 | Belgisch Kampioenschap | Zilver     |            | Goud      |           |           | Brons     |
| 2015 | Belgisch Kampioenschap |            |            | Goud      |           |           | Brons     |